# Bessens
Bessens település Franciaországban, Tarn-et-Garonne megyében. Lakosainak száma 1470 fő (2022. január 1.). Bessens Campsas, Dieupentale, Monbéqui, Montbartier és Verdun-sur-Garonne községekkel határos.

## Népesség
A település népességének változása:
| Lakosok száma | 1457 | 1474 | 1509 | 1506 | 1497 | 1487 | 1478 | 1478 | 1470 |
|               | 2013 | 2015 | 2016 | 2017 | 2018 | 2019 | 2020 | 2021 | 2022 |